# Calypogeia formosana
Calypogeia formosana là một loài rêu trong họ Calypogeiaceae. Loài này được Horik. mô tả khoa học đầu tiên năm 1934.